# Élections municipales de 1977 dans l'Ardèche
Les élections municipales françaises de 1977 ont eu lieu le 13 et 20 mars 1977. Le département de l'Ardèche comptait 339 communes, dont 11 de plus de 3 500 habitants où les conseillers municipaux étaient élus selon un scrutin de liste avec représentation proportionnelle.

## Maires élus
Les maires élus à la suite des élections municipales dans les communes de plus de 3 000 habitants :
| Communes            | Population | Maire élu en 1971    | Parti | Parti | Maire élu          | Parti | Parti |
| ------------------- | ---------- | -------------------- | ----- | ----- | ------------------ | ----- | ----- |
| Annonay             | 20 950     | Henri Faure          |       | RPR   | Jean Parizet       |       | PS    |
| Aubenas             | 11 800     | Jean Moulin          |       | CDS   | Bernard Hugo       |       | CDS   |
| Bourg-Saint-Andéol  | 7 500      | Gilbert Maurel       |       | RPR   | Georges Courtial   |       | PS    |
| Guilherand-Granges  | 9 000      | Henri-Jean Arnaud    |       | DVD   | Henri-Jean Arnaud  |       | DVD   |
| Privas              | 10 808     | Pierre-Marie Chaix   |       | RI    | Pierre-Marie Chaix |       | RI    |
| Saint-Péray         | 4 500      | Gérard Mallen        |       | RI    | Gérard Mallen      |       | RI    |
| Le Teil             | 8 100      | Paul Avon            |       | DVG   | Étienne Bénistant  |       | DVD   |
| Tournon-sur-Rhône   | 8 900      | Louis Roche-Defrance |       | RI    | André Tourasse     |       | RI    |
| Vals-les-Bains      | 4 000      | Paul Ribeyre         |       | RI    | Paul Ribeyre       |       | RI    |
| Viviers (Ardèche)   | 3 200      | Jean Joffre          |       | CDS   | Christian Lavis    |       | PS    |
| La Voulte-sur-Rhône | 5 500      | Charles Labrouas     |       | PCF   | Charles Labrouas   |       | PCF   |

### Annonay
| Tête de liste | Tête de liste | Parti                           | Voix  | %     | Sièges |
| ------------- | ------------- | ------------------------------- | ----- | ----- | ------ |
|               | Jean Parizet  | Union de la gauche PS-PCF       | 4 687 | 52,55 | 26     |
|               | Régis Perbet  | Liste de la Majorité RPR-RI-CDS | 4232  | 47,45 | 1      |

### Aubenas
| Tête de liste | Tête de liste | Parti                           | Voix  | %       | Sièges |
| ------------- | ------------- | ------------------------------- | ----- | ------- | ------ |
|               | Bernard Hugo  | Liste de la Majorité CDS-RI-RPR | 3 002 | 55,65 % | 27     |
|               | Michel Azéma  | Union de la gauche PS-PCF       | 2392  | 44,35 % | 0      |

### Bourg-Saint-Andéol
| Tête de liste | Tête de liste    | Parti                           | 1er tour | 1er tour | 2d tour | 2d tour | 2d tour |
| Tête de liste | Tête de liste    | Parti                           | Voix     | %        | Voix    | %       | Sièges  |
| ------------- | ---------------- | ------------------------------- | -------- | -------- | ------- | ------- | ------- |
|               | Georges Courtial | Union de la gauche PS-PCF       | 1005     | 32,15 %  | 1 955   | 59,53 % | 23      |
|               | Louis Rouvière   | Sans étiquette                  | 886      | 28,34 %  | 1329    | 40,47 % | 0       |
|               | Gaston Mathieu   | PCF                             | 741      | 23,71 %  |         |         |         |
|               | Lucien Lavoine   | Liste de la Majorité RPR-RI-CDS | 494      | 15,80 %  |         |         |         |

### Guilherand-Granges
| Tête de liste | Tête de liste     | Parti                     | Voix  | %       | Sièges |
| ------------- | ----------------- | ------------------------- | ----- | ------- | ------ |
|               | Henri-Jean Arnaud | Liste de la Majorité DVD  | 2 225 | 54,32 % | 23     |
|               | Robert Charra     | Union de la gauche PS-PCF | 1871  | 45,68 % | 0      |

### Privas
| Tête de liste | Tête de liste      | Parti                             | Voix  | %       | Sièges |
| ------------- | ------------------ | --------------------------------- | ----- | ------- | ------ |
|               | Pierre-Marie Chaix | Liste de la Majorité RI-RPR-CDS   | 2 316 | 56,36 % | 23     |
|               | Jacques Champanhet | Union de la gauche PS-PCF-MRG-PSU | 1793  | 43,64 % | 0      |

- Inscrits : 5611 Exprimés : 4338

### Le Teil
| Tête de liste | Tête de liste     | Parti                     | Voix  | %       | Sièges |
| ------------- | ----------------- | ------------------------- | ----- | ------- | ------ |
|               | Étienne Bénistant | Liste de la Majorité DVD  | 2 334 | 51,80 % | 23     |
|               | Marcel Mazel      | Union de la gauche PCF-PS | 2172  | 48,20 % | 0      |

### Vals-les-Bains
| Tête de liste | Tête de liste | Parti                             | 1er tour | 1er tour | 2d tour | 2d tour | 2d tour |
| Tête de liste | Tête de liste | Parti                             | Voix     | %        | Voix    | %       | Sièges  |
| ------------- | ------------- | --------------------------------- | -------- | -------- | ------- | ------- | ------- |
|               | Paul Ribeyre  | Liste de la Majorité (RI-RPR-CDS) | 1035     | 42,48 %  | 1 169   | 45,20 % | 21      |
|               | Louis Tourre  | Indépendants                      | 741      | 30,42 %  | 754     | 29,16 % | 2       |
|               | Jean Sirvan   | Union de la gauche PS-PCF         | 660      | 27,10 %  | 663     | 25,64 % | 0       |

### Villeneuve-de-Berg
| Tête de liste | Tête de liste    | Parti                             | Voix | %       | Sièges |
| ------------- | ---------------- | --------------------------------- | ---- | ------- | ------ |
|               | Pierre Cornet    | Liste de la Majorité (RI-RPR-CDS) | 543  | 57,70 % | 19     |
|               | Raoul Soubeyrand | Union de la gauche PS-PCF         | 398  | 42,30 % | 0      |

### Viviers
| Tête de liste | Tête de liste      | Parti                     | Voix | %       | Sièges |
| ------------- | ------------------ | ------------------------- | ---- | ------- | ------ |
|               | Christian Lavis    | Union de la gauche PS-PCF | 907  | 57,66 % | 19     |
|               | Jean-Lucien Devaux | Liste de la Majorité CDS  | 666  | 42,34 % | 2      |